# Erwin Bowien
Erwin Johannes Bowien (Mülheim an der Ruhr, 3 settembre 1899 – Weil am Rhein, 3 dicembre 1972) è stato un pittore, poeta e autore tedesco.

## Biografia
Erwin Bowien nacque da Erich Bowien, ingegnere civile e poi direttore commerciale del porto renano di Weil am Rhein, e da sua moglie Anna-Maria, nata a Neufeldt, ma originaria di Elbing, nella Prussia orientale. Cresce a Berlino-Charlottenburg e successivamente a Neuchâtel in Svizzera. Bowien divenne amico di Eric Thiébaud, che gli permise di rientrare in Svizzera nel 1948, dopo la Seconda guerra mondiale.
Bowien iniziò la sua formazione artistica presso la Scuola di Arti Applicate di Neuchâtel sotto la guida di William Racine. Il produttore svizzero di cioccolato Carl Russ-Suchard sostenne il giovane Bowien e acquistò numerosi suoi dipinti.
Essendo cittadino tedesco, Bowien fu arruolato al compimento del 18º anno di età e dovette partecipare alla Prima guerra mondiale nel 1917/1918 come interprete in un'unità di intercettazione. Durante questo periodo realizzò, tra le altre, disegni e acquerelli del fronte nella Foresta delle Argonne. Fu mobilitato verso Hannover nel 1919.
Dopo la guerra, Bowien frequentò inizialmente i corsi serali della Scuola di Arti e Mestieri di Hannover. Dopo aver studiato nel 1920-1921 all'Accademia statale d'arte di Monaco di Baviera con il professor Robert Engels, nel 1922 studia all'Accademia d'arte di Dresda con il professor Richard Müller. Seguono una formazione come insegnante di disegno presso la Staatliche Kunstschule Berlin-Schöneberg con Philipp Franck e lezioni di storia dell'arte con Oskar Fischel. Nel 1923 Bowien supera l'esame per l’insegnamento a Düsseldorf; negli anni successivi compie viaggi di pittura a Kassel, Aquisgrana, Amburgo, Lubecca, Karlsruhe, Friburgo in Brisgovia, Basilea, Königsberg e Hildesheim, e successivamente a Praga e Vienna (1928) e nell'Italia settentrionale (1929).
Bowien lavorò dapprima come insegnante presso il Realgymnasium di Hechingen, negli Hohenzollern Landen Dal 1925 al 1932 lavorò a Solingen come insegnante d'arte presso il liceo Schwertstraße, dove il futuro presidente tedesco Walter Scheel fu uno dei suoi studenti. In questi anni tenne più di 100 lezioni su argomenti storici dell'arte presso il locale centro di istruzione per adulti. Gli fu anche commissionato il disegno di tutti i processi lavorativi della fabbrica di gemelli di Solingen. A causa della Brüning, dovette abbandonare la professione di insegnante. In questo periodo frequenta regolarmente il salotto artistico e letterario di Erna e Hanns Heinen, da cui nasce un'amicizia che durerà tutta la vita. La figlia degli Heinen, Bettina Heinen-Ayech (1937-2020), divenne la sua più importante allieva di pittura.

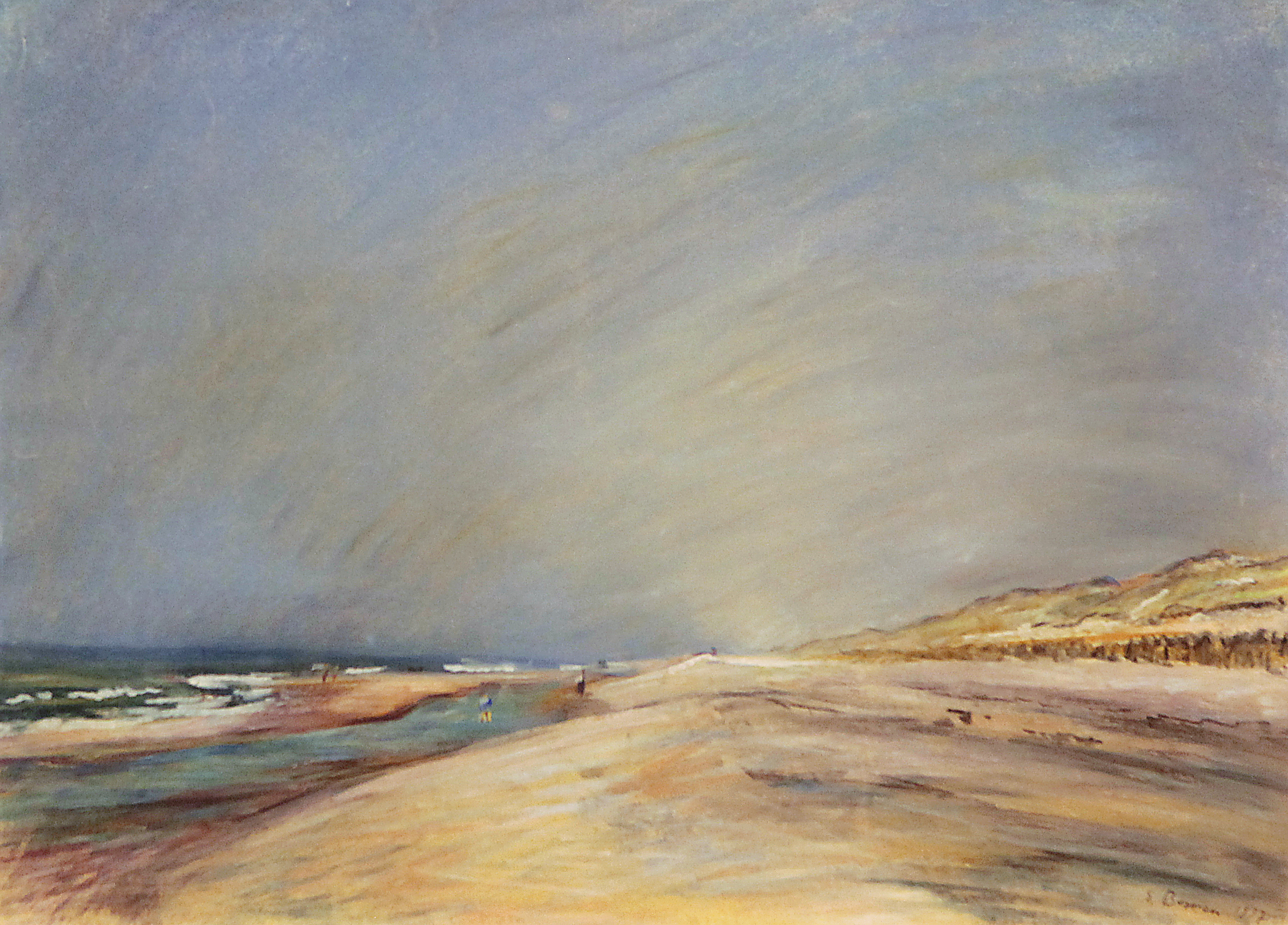
Egmond aan Zee (1937)

Tra il 1932 e il 1942 Bowien vive come artista indipendente a Egmond aan den Hoef nell'Olanda Settentrionale, nell'antica casa del filosofo René Descartes. Dopo il suo licenziamento come insegnante, inizialmente si recò ad Amsterdam solo per visitare una mostra di Rembrandt, ma poi rimase nei Paesi Bassi. Il suo più importante allievo di pittura fu Dirk Oudes. Nel 1934, Bowien intraprese un importante viaggio in Nord Africa, in Libia, Tunisia, Algeria e Marocco, in compagnia di un grossista di legname che finanziò il viaggio e ricevette in cambio la metà delle opere prodotte. In seguito, soffrì a lungo per le fatiche del viaggio. Oltre ai paesaggi, Bowien dipinse numerosi ritratti e quadri di famiglia per ricchi olandesi. Il Museo della Frisia occidentale di Hoorn ha acquisito dipinti di Bowien, altri sono entrati in possesso del Rijksmuseum di Amsterdam il Koninklijk Huisarchiev de L'Aia, del Regionaalrchief Alkmaar e della parrocchia di Schoorl.
Il fatto che la "presa del potere" da parte dei nazionalsocialisti sia stata la ragione per cui non è tornato in Germania, Bowien lo ha indicato nella sua autobiografia: la politica gli procurava ogni giorno "nuove agonie". "Così le immagini che creai in quel periodo assunsero una sorta di urlo. Il mare non poteva essere abbastanza selvaggio per me, le nuvole non abbastanza sinistre". Dopo l'occupazione dei Paesi Bassi da parte della Wehrmacht tedesca, fu imprigionato per tre giorni ad Alkmaar. Non potendo più guadagnare a causa della situazione politica, tornò in Germania a malincuore. Lasciò 35 delle sue opere alle cure di un mercante d'arte dell'Aia e in seguito andarono perse. Si trasferì per sei mesi presso la famiglia Heinen a Solingen, dove nell'inverno del 1942 realizzò una serie di vedute cittadine ad acquerello, l'ultimo ciclo di dipinti della città prima della sua distruzione nel novembre 1944.
La tappa successiva di Bowien fu Augusta. Poiché a causa della Seconda Guerra Mondiale non c'erano né cornici né tele da acquistare, Bowien ebbe l'idea di comprare i ritratti del Führer e le immagini ufficiali della propaganda nazista in vendita ovunque e, dopo averle ridipinte, dipingerle con le vedute di Augusta. I quadri riscossero successo, ma fu tradito dalla Gestapo, che confiscò i suoi dipinti ad Augusta nel 1943 su ordine della Camera della Cultura del Reich. Più di 30 dipinti di Bowien furono distrutti dagli effetti della guerra. Senza documenti validi, e in particolare senza un passaporto militare, fuggì in Algovia a Kreuzthal-Eisenbach (oggi distretto di Isny). Lì scrisse le sue memorie di guerra Les heures perdus du Matin ("Le ore perdute del mattino") e aiutò a nascondere un prigioniero di guerra francese in fuga.
Dopo la fine della guerra, Erwin Bowien tornò a Solingen, dove visse dal 1950, alternandosi con la città natale di Weil am Rhein. Intraprese anche altri viaggi di pittura, all'interno della Germania, in Svizzera, Svezia meridionale, Norvegia (dove acquistò anche il cottage "Bettina-Bo" sull'isola di Alsten), Parigi, Algeria (per visitare Bettina Heinen-Ayech), Finlandia, Francia meridionale. Il 28 luglio 1970 sposò Inken Strohmeyer, nata Vogt. Il 3 dicembre 1972 Erwin Bowien morì a Weil am Rhein, dove fu sepolto. La sua tomba è stata conservata come tomba d'onore della città di Weil am Rhein. I dipinti dell'artista sono stati donati dal Ministero della Cultura della Renania Settentrionale-Vestfalia, dal Museo del Nordfriesland (Frisia Settentrionale) e dal Museo delle Artidal Museo della Frisia Settentrionale (Nissenhaus) di Husum dal Dreiländermuseum (ex Museum am Burghof) di Lörrachdal Kreisheimatmuseum Springe e dalle collezioni d'arte comunali di Hannoversch Münden, Solingen e Weil am Rhein.
Il 20 ottobre 1976, nel Museo tedesco delle lame di Solingen, fu fondato il Freundeskreis Erwin Bowien e.V.

## Mostre
- 1917 Neuchâtel, Svizzera. Mostra presso la galleria "Rose d'Or".[13]
- 1927 Solingen, Germania. Prima mostra nella sala della Società del Casinò di Solingen.[8]
- 1928 Solingen, Germania. Seconda mostra nella sala della Società del Casinò di Solingen.[8]
- 1929 Solingen, Germania. Terza mostra nella sala della Società del Casinò di Solingen.[13]
- 1933-1941 Paesi Bassi: mostre a Hoorn, Egmond, Gorinchem, Schoorl, Den Haag.[13]
- 1947-1959 Solingen, Germania. Partecipazione alle "Bergische Kunstausstellungen" nel Museo tedesco delle Lame.[8]
- 1951 Husum, Germania. Mostra al Museo del Nordfriesland (Nissenhaus).[13]
- 1954 Bern, Svizzera. Mostra nella galleria "Haus der Inneren Enge" (2-3 maggio). Discorso di inaugurazione Dr. E.M. Fallet-Von Kastelberg.[13]
- 1957 Husum, Germania. Mostra al Museo del Nordfriesland (Nissenhaus). Acquisito dal museo.[8]
- 1957 Copenaghen, Danimarca. Mostra presso il Club tedesco. Inaugurazione da parte dell'addetto culturale dell'Ambasciata tedesca, Dr. Obermeyer.[8]
- 1958 Solingen, Germania. Mostra nelle sale della "Neue Rheinzeitung".[8]
- 1958 Hannoversch Münden, Germania. Mostra nel Welfenschloss in occasione della riapertura del museo di storia locale.[8]
- 1958 Copenaghen, Danimarca. Seconda mostra al German Club.[8]
- 1960 Solingen, Germania. Dal 17 gennaio al 28 febbraio 1960, in occasione del 60º compleanno di Erwin Bowien, si è tenuta una mostra retrospettiva presso il Museo delle lame di Solingen.
- 1962 Berna, Svizzera. Mostra presso la Galleria Schneider.[8]
- 1964 Parigi, Francia. Mostra alla Galleria Duncan (2-16 ottobre)[8]
- 1965 Au / St. Gallen, Svizzera. Mostra nella galleria "Zollstraße" (24.4.-2.5.).[8]
- 1967 Weil am Rhein, Germania. Esposizione presso la Haus der Volksbildung (23.9-1.10.9). Diversi acquisti da parte del Museum am Burghof di Lörrach e della città di Weil am Rhein.[8]
- 1968 Friburgo in Brisgovia, Germania. Mostra nel municipio (aprile-maggio).[8]
- 1968 Bad Säckingen, Germania. Mostra nel Trompeterschloss (1.-22.12), organizzata dal Kunstverein Hochrhein.[8]
- 1969 Friburgo in Brisgovia, Germania. Retrospettiva nel municipio, in occasione del 70º compleanno, organizzata dall'Unione degli artisti visivi.[8]
- 1970 Solingen, Germania. Mostra presso il Museo tedesco delle lame.[8]
- 1971 Weil am Rhein, Germania. Mostra presso la Haus der Volksbildung.[8]
- 1973 Springe/Deister, Germania. Postuma. Mostra all'Heimatmuseum (25.8.-30.9.1973).[8]
- 1974 Weil am Rhein, Germania. Postuma. Mostra nell'ex residenza Bowien (2.1-14.1.1974).[8]
- 1974 Rabat, Marocco, Mostra postuma al Goethe-Institut (4.-14.12.1974). Inaugurata dall'ambasciatore tedesco, Dr. Hendus.[8]
- 1975 Weil am Rhein, Germania, postumo. Mostra presso la Haus der Volksbildung (3.-11.5.1974).[8]
- 1975 Solingen, Germania, Postuma. Mostra al Museo tedesco delle Lame (15.5-13.7.1975).[8]
- 1976 Gladbeck (città di Bottrop), Germania, postuma. Mostra al Wasserschloss Wittringen (14.3.-25.4).[8]
- 1977 Berna, Svizzera, postumo. Mostra alla Galerie d'Art Münster (25.1-15.2.1977).[8]
- 1977 Algier, Algeria, postumo. Mostra presso la galleria "Mohamed Racim" (15.11-26.11).[8]
- 1978 Buchschlag Dreieich, Germania, postumo. Mostra nella Bürgersaal (6.-17.9.1978).[8]
- 1980 Remscheid, Germania, Postuma. Mostra presso il Museo municipale di storia locale di Remscheid-Hasten (6.7.-24.8.1980).[8]
- 1982 Solingen, Germania, postuma. Museo tedesco delle lame (11.-26.9.1982). Tema: Bergisches Land.[8]
- 1984 Weil am Rhein, Germania, Postuma. Städtische Galerie Stapflehus (15.3-8.4.1984).[8]
- 1984 Solingen, Germania, Museo tedesco delle lame (19.08-07.10.1984). Oggetto: Rappresentazione del Reno dalle sorgenti alle foci.[8]
- 1985 Algeri,  Algeria, postumo. Mostra al Goethe-Institut (19-30.11).[8]
- 1986 Solingen, Germania. Postuma. Mostra presso la Stadtsparkasse Solingen (16.9 - 16.10). Tema: Paesi Bassi.[8]
- 1986 Weil am Rhein, Germania, postumo. Cassa di Risparmio di Markgräfler Land (10.11-2.12).
- 1988 Weil am Rhein, Germania, postumo. Cassa di Risparmio di Markgräfler Land (23.8-16.09). Tema: Dreiländereck.[8]
- 1988 Remscheid, Germania, postumo. Mostra alla Galleria del Teatro (11.9.-23.10.)[8]
- 1991 Solingen, Germania, Postumo. Stadtsparkasse Solingen (10.09-04.10) Oggetto: Ritratti di cittadini di Solingen.[8]
- 1996 Solingen, Germania, Postuma. Bergisches Museum, Castello Burg an der Wupper (22.9.-20.10).[8]
- 1999 Solingen, Germania, Postumo. Museo Baden (3.10-15.11).[8]
- 1999 Weil am Rhein, Germania, postuma. Städtische Galerie Stapflehus (20.11-19.12.1999).[8]
- 2006 Solingen, Germania, Postumo. Mostra alla Galerie Liberal (26.08-06.10).[14]
- 2012–2013 Isny, Eisenbach, Germania, Postumo. Mostra presso Haus Tanne. Oggetto: Erwin Bowien a Kreuzthal - Eisenbach.[14]
- 2013–2014 Weil am Rhein, Germania, Postumo. Dal 13 ottobre 2013 al 27 luglio 2014, il Museum am Lindenplatz di Weil am Rhein ha ospitato una retrospettiva del pittore.[15]
- 2014 Solingen, Germania, Postuma. Retrospettiva al Museo d'arte di Solingen (10.08-14.09.2014).[14]
- 2015 Georgsmarienhütte, Germania, retrospettiva al Museo Villa Stahmer(14.10 - 15.11.2015).[14]

## Opere
- Il bel gioco tra mente e mondo - La mia vita di pittore. (Autobiografia). Pubblicato da Bettina Heinen-Ayech e dal Freundeskreis Erwin Bowien e.V. Solingen 1995, ISBN 3-88234-101-7 .
- Heures Perdues du Matin, Journal d'un Artiste Peintre, Alpes Bavaroises, 1944-1945, a cura di Bernard Zimmermann. Editore L'Harmattan, Parigi 2000, ISBN 2-7475-0040-3 .

## Letteratura
- Hansjakob Dresia: Erwin Johannes Bowien" Eine Einführung in das Werk des Malers, Solingen, senza data.[8]
- Anonimo: Erwin J. Bowien, Solingen, 60 anni Catalogo della mostra del Museo tedesco delle lame di Solingen dal 17 gennaio al 28 febbraio 1960.[16]
- Hans-Karl Pesch: Erwin Bowien. Ed.: Bettina Heinen-Ayech e il Freundeskreis Erwin Bowien. e.V. 1ª edizione. Solingen 1981.[8]
- W.F.Koeman: De "Freundeskreis" Van Erwin Bowien, in "Schakels" N°05, 1981. Bergen.
- Hans-Karl Pesch: Das Leben, das Wesen, das Werk von Erwin Bowien (1899 Mülheim/Ruhr - 1972 Weil am Rhein) Solingen, 1986.[8]
- A. Dietz: Erwin Bowien, der Meister mit dem Pastellstift, in: Das Markgräflerland, 1986, pp. 200 ss.[17]
- Diana Millies: Erwin Bowien, Bildnisse und Portraits Solinger Bürger. Solingen, 1991.[8]
- Documentario Il pittore Bowien alla fine del mondo della Bayerischer Rundfunk, trasmesso domenica 6 maggio 2012.[18][19]
- Rudi Holzberger: Faszination Adelegg: Fluchtpunkt im Allgäu - Erwin Bowien im Kreuzthal. Adelegg-Verlag, Eisenbach 2013, ISBN 978-3-00-042789-3 .
- Bettina Heinen-Ayech (a cura di): Erwin Bowien 1899-1972 Werkverzeichnis - Catalogue Raisonné-Werkoverzicht. Verlag U-Form, Solingen 1999, ISBN 3-88234-103-3.
- Museumskreis e.V. e Städt. Museum am Lindenplatz di Weil am Rhein (a cura di): Zwischen Geist und Welt. Erwin Bowien, brochure che accompagna la mostra. Dal 13.10.2013 al 27.07.2014. Städtisches Museum am Lindenplatz. Weil am Rhein.
- Sytze van der Zee: Wij overleefden. De laatste ooggetuigen van de Duitse bezetting, Prometheus, Amsterdam 2019, ISBN 9789044638424 .
- Peter J.H. van den Berg. De schilders van Egmond. W Books, Zwolle 2021, ISBN 978 94 625 83931 .
- Claudia Schöning-Kalender: Erwin Bowien: artista-colonizzatore, viaggiatore e cronista della pittura. In: Art Profil Kunstmagazin, pp. 28-31, n. 146-2022.
- Cristina Streckfuss: Colonia di artisti e testimonianza contemporanea allo stesso tempo. La "Casa Nera" di Solingen. In: Art Profil Kunstmagazin, pp. 48-53, n. 148-2022.

## Musei, archivi, collezioni pubbliche
Dipinti e manoscritti dell'artista Erwin Bowien sono conservati in diversi musei, archivi e collezioni pubbliche in vari Paesi europei. Nei Paesi Bassi, i dipinti si trovano al Rijksmuseum Amsterdam nel Koninklijk Huisarchiev dell'Aia il Museo delle Frisone Occidentali a Hoorn il Museum van Egmond a Egmond a/Zee.Gli archivi si trovano presso il Regionaalarchief di Alkmaar e presso gli archivi della RKD - Nederlands Instituut voor Kunstgeschiedis  dell'Aia. In Germania, dipinti dell'artista sono presenti nella Collezione d'arte dello Stato della Renania Settentrionale-Vestfalia nel Museo d'Arte di Solingen nella Collezione comunale d'arte di Weil am Rhein nel Museo del Nordfriesland nella Nissenhaus di Husum nel Dreiländermuseum (ex Museum am Burghof) di Lörrach,nel Museo della casa circondariale di Springe/Deister nella Collezione d'arte comunale di Hann.-Münden e nella collezione d'arte della Stadtsparkasse di Solingen. I documenti d'archivio sono conservati nell'archivio comunale di Solingen e nell'Istituto Heinrich Heine di Düsseldorf. In Norvegia, il comune di Alstahaug (Alstahaug Kommune) possiede  un'ampia collezione di dipinti dell'artista. In Svizzera, i documenti d'archivio sono conservati negli archivi del SIK-ISEA: Istituto per la ricerca artistica sull'arte storica e contemporanea in Svizzera a Zurigo.

## Colonia di artisti "Black House"

Logo della colonia di artisti

INel 2020, una targa commemorativa per lei e i suoi amici di una colonia di artisti è stata posta sulla casa dei genitori, la cosiddetta "Casa Nera". Nel gennaio 2022 è stata istituita la Fondazione no-profit Bettina Heinen-Ayech, Fondazione per l'arte, la cultura e il dialogo internazionale. La fondazione coltiva l'eredità dell'artista.
Dalla morte di Bettina Heinen-Ayech, il figlio, il medico di Monaco Haroun Ayech, si è occupato della memoria di lei e dei suoi colleghi artisti. L'artista stessa ha vissuto fino alla fine della sua vita nella cosiddetta "Casa nera", l'ex casa del caposquadra della miniera di piombo di Höhscheid, che il padre della Heinen aveva acquistato nel 1932. Dopo la Seconda Guerra Mondiale, Erwin Bowien si trasferì nella casa accanto, la "Casa Rossa". Ayech fondò la fondazione no-profit "Bettina Heinen-Ayech Foundation - Foundation for Art, Culture and International Dialogue". La fondazione ha a sua volta avviato il progetto della colonia di artisti di Solingen "Schwarzes Haus".
Nel febbraio 2023, la colonia di artisti "Schwarzes Haus" è stata accolta nella "Federazione europea delle colonie di artisti" e poco dopo nell'itinerario culturale "Impressionisms Routes" del Consiglio d'Europa.

## Film, radiodramma
- 1992 Hassen Bouabdellah: Bettina Heinen-Ayech - Lettera a Erwin Bowien. Film, Solingen e Algeri, 1992. La versione francese si intitola Bettina Heinen-Ayech - Lettre à Erwin Bowien. Il film è stato incluso nella selezione ufficiale del Festival di Montréal[24].
- 2010 Georg Bayerle. L'arte della memoria nel formato BR tra Spessart e Karwendel.[24]
- 2011 Georg Bayerle. Bergidyll im Allgäu - Das Kreuzthal als Zufluchtsort, 1944, nel formato Zeit für Bayern. Durata, circa 53 minuti. Prima trasmissione del radiodramma l'11 dicembre 2011.[24]
- 2015 Rudi Holzberger e Georg Bayerle. Il punto di fuga in Algovia. L'arte della memoria: Erwin Bowien nel Kreuzthal. Durata: 53 minuti. Bayerle - Kümpfel - Fondazione Holzberger. Anteprima del film il 21 ottobre 2015 al Maxim Kino di Monaco.[24]